# 狐鹿姑單于
狐鹿姑单于（－前85年），為亞洲古匈奴的君主之一，他於前96年接任父亲且鞮侯單于擔任匈奴單于，前85年卒於任。
狐鹿姑单于原任左贤王。西元前96年（汉武帝太始元年），且鞮侯單于去世，狐鹿姑之弟左大将嗣。不久受弟禅让，得嗣位。以弟为左贤王，以待传位于弟。数年后，其弟左贤王死，他改立自己的儿子为左贤王，作单于继承人。狐鹿姑單于即位後，立即發兵至漢邊境。為此，漢武帝派贰师将军李廣利率領七萬兵士應戰，並先遣將率四萬騎兵出酒泉，直搗到匈奴王庭。狐鹿姑單于知悉漢軍大舉來攻，除打輜重資源戰之外，也進行奇襲，最後迫李廣利退兵。前91年（征和二年），扰汉上谷郡、五原郡，杀掠吏民。前90年（征和三年），犯五原郡、酒泉郡，杀两都尉。在范夫人城（约在今内蒙古百灵庙北）击败李广利，将其收降。次年，遣使至汉朝和亲，要汉朝开关市，嫁宗室女，赠财物，后因拘拿汉使，罢和议。前87年（后元二年），再率兵犯朔方。